# Richárd Weisz

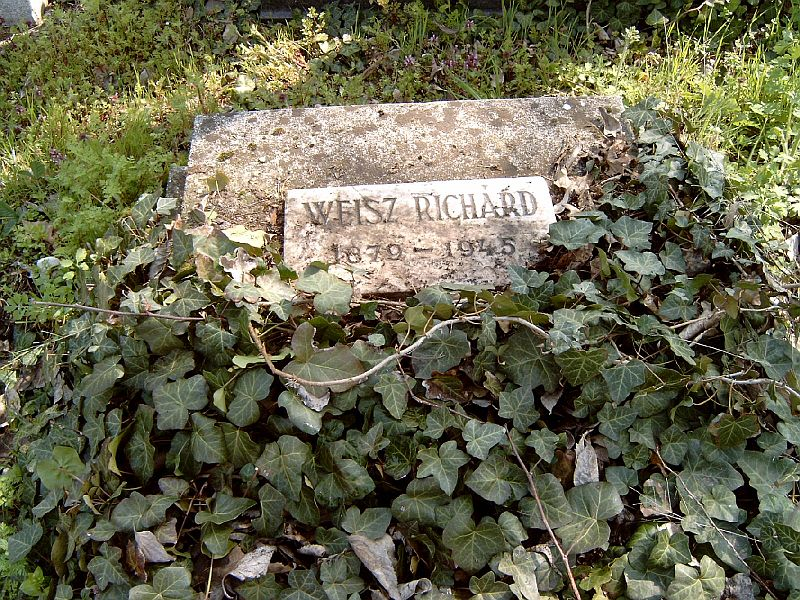
Grób Weisza w Budapeszcie

Richárd Weisz (ur. 30 kwietnia w Budapeszcie, zm. 4 grudnia 1945 tamże) – węgierski zapaśnik i sztangista.

## Lata młodości
W młodości oprócz zapasów uprawiał gimnastykę i lekkoatletykę (rzut młotem i dyskiem).

## Kariera
W latach 1896–1899 reprezentował klub Hungária AC, a od 1900 był zawodnikiem MTK Budapeszt. W 1903 roku został mistrzem Węgier w wadze średniej. W 1904, 1905, 1906, 1907, 1908 i 1909 zostawał mistrzem kraju w wadze ciężkiej. W latach 1906–1908 zostawał mistrzem Węgier w podnoszeniu ciężarów w tej samej wadze. W 1906 wystąpił na olimpiadzie letniej w zapasach w stylu klasycznym w wadze ciężkiej, zajmując 7. miejsce. W pierwszej rundzie zawodów przegrał z Austriakiem Henri Baurem. W 1908 wystartował na igrzyskach olimpijskich w zapasach w stylu klasycznym w wadze ciężkiej, w których zdobył złoty medal. W pierwszym pojedynku pokonał Duńczyka Carla Jensena. W walce półfinałowej wygrał z kolejnym Duńczykiem Sørenem Jensenem. W finale pokonał Rosjanina Aleksandra Pietrowa. Rok po igrzyskach zakończył karierę. W 1912 próbował wrócić do startów na igrzyska olimpijskie, ale nie udało mu się to.

## Losy po zakończeniu kariery i śmierć
Po zakończeniu kariery był trenerem zapaśniczym oraz sędzią sportowym. Zmarł 4 grudnia 1945 na zapalenie pęcherzyka żółciowego. Został pochowany na Kozma utcai izraelita temető (cmentarzu żydowskim przy ul. Kozmy) w Budapeszcie.